# Népbiztos
A népbiztos (oroszul: народный комиссар, narodnij komisszar) a szovjet típusú rendszerekben a kormány tagja. Helyettese a népbiztoshelyettes, amely tisztség az államtitkárnak, illetve a helyettes államtitkárnak felel meg.

## Népbiztosok egyes államokban
Az Oroszországi Szovjet Szövetségi Szocialista Köztársaság (OSZSZSZK) kormányának utánzásaként vették át az elnevezést különböző kommunista berendezkedésű államok, mint például a Magyarországi Tanácsköztársaság, a Szlovák Tanácsköztársaság, a Finn Szocialista Dolgozók Köztársasága (1918), illetve a Bajor Tanácsköztársaság.
Mind az oroszországi, mind pedig a magyar proletárdiktatúra alatt népbiztosnak nevezték a központi szervek teljhatalmú megbízottait is. (Később ezeket politikai megbízottaknak hívták.)